# Canton de Champtoceaux
Le canton de Champtoceaux est une ancienne division administrative française située dans le département de Maine-et-Loire et la région Pays de la Loire.
Il disparait aux élections cantonales de mars 2015, réorganisées par le redécoupage cantonal de 2014.

## Composition
Le canton de Champtoceaux groupe neuf communes. Il compte 15 824 habitants (population municipale) au 1er janvier 2012.
| Nom                          | Code Insee | Intercommunalité  | Population (dernière pop. légale) |
| ---------------------------- | ---------- | ----------------- | --------------------------------- |
| Champtoceaux (chef-lieu)     | 49069      | Mauges Communauté | 2 922 (2024)                      |
| Bouzillé                     | 49040      | Mauges Communauté | 1 508 (2013)                      |
| Drain                        | 49126      | Mauges Communauté | 2 089 (2013)                      |
| Landemont                    | 49172      | Mauges Communauté | 1 726 (2013)                      |
| Liré                         | 49177      | Mauges Communauté | 2 494 (2013)                      |
| Saint-Christophe-la-Couperie | 49270      | Mauges Communauté | 850 (2013)                        |
| Saint-Laurent-des-Autels     | 49296      | Mauges Communauté | 2 286 (2013)                      |
| Saint-Sauveur-de-Landemont   | 49320      | Mauges Communauté | 923 (2013)                        |
| La Varenne                   | 49360      | Mauges Communauté | 1 736 (2013)                      |

## Géographie
Situé au nord des Mauges, au sud de la Loire, ce canton est organisé autour de Champtoceaux dans l'arrondissement de Cholet. Sa superficie est de plus de 156 km2 (15 634 hectares), et son altitude varie de 1 mètre (La Varenne) à 106 mètres (Saint-Laurent-des-Autels), pour une altitude moyenne de 77 mètres.
| Nom de la commune            | Surface (ha) | Alt. mini (m) | Alt. maxi (m) |
| ---------------------------- | ------------ | ------------- | ------------- |
| Bouzillé                     | 1 839        | 7             | 102           |
| Champtoceaux                 | 1 554        | 2             | 86            |
| Drain                        | 1 905        | 5             | 92            |
| Landemont                    | 1 867        | 18            | 104           |
| Liré                         | 3 181        | 5             | 105           |
| Saint-Christophe-la-Couperie | 829          | 74            | 104           |
| Saint-Laurent-des-Autels     | 1 855        | 25            | 106           |
| Saint-Sauveur-de-Landemont   | 1 169        | 13            | 91            |
| La Varenne                   | 1 435        | 1             | 82            |

## Histoire
Le  canton de Champtoceaux (chef-lieu) est créé en 1790. Il est intégré au district de Saint-Florent-le-Vieil, puis en 1800 à l'arrondissement de Beaupreau, et à sa disparition en 1857, à l'arrondissement de Cholet.
Dans le cadre de la réforme territoriale, un nouveau découpage territorial pour le département de Maine-et-Loire est défini par le décret du 26 février 2014. Le canton de Champtoceaux disparait aux élections cantonales de mars 2015.

## Administration
Le canton de Champtoceaux est la circonscription électorale servant à l'élection des conseillers généraux, membres du conseil général de Maine-et-Loire.

### Conseillers généraux de 1833 à 2015
| Période | Période          | Identité                                    | Étiquette                               | Qualité |
| ------- | ---------------- | ------------------------------------------- | --------------------------------------- | --- |
| 1833    | 1842             | Pierre-Louis Poulain-Furetière              |                                         | Juge de paix à Champtoceaux                                                                                   |
| 1842    | 1862             | Adolphe Janvier de la Motte                 |                                         | Conseiller à la Cour d'appel d'Angers puis Président du Tribunal civil de Nantes                              |
| 1862    | 1871             | Pierre-Louis Poulain-Furetière              |                                         | Maire de Champtoceaux                                                                                         |
| 1871    | 1911 (décès)     | Comte Raoul de la Bourdonnaye               | Conservateur légitimiste                | Attaché d'ambassade Député (1884-1889) Propriétaire du château de Mésangeau (La Varenne) Sénateur (1906-1911) |
| 1911    | 1920 (décès)     | Henri de la Bourdonnaye (fils du précédent) | Conservateur                            | Propriétaire à La Varenne                                                                                     |
| 1921    | 1928             | Jean Emeriau                                |                                         | Instituteur à Drain                                                                                           |
| 1928    | 1940             | Henri de Saint-Pern                         | FR-URD                                  | Député (1936-1940) Propriétaire à Angers Nommé conseiller départemental en 1943                               |
|         |                  |                                             |                                         | |
| 1945    | 1994             | René Le Bault de La Morinière               | DVD puis RPF puis UNR puis UDR puis RPR | Agriculteur Député (1958-1973) Maire de Landemont                                                             |
| 1994    | 2013 (démission) | Roger Chevalier                             | UDF puis DVD                            | Maire de Saint-Laurent-des-Autels (1989-2008) Vice-président du conseil général                               |
| 2013    | 2015             | Brigitte Rey                                | DVD                                     | Maire de Bouzillé                                                                                             |

### Résultats électoraux détaillés
- Élections cantonales de 2001 : Roger Chevalier (UDF) est élu au 1er tour avec 82,07 % des suffrages exprimés, devant Claudi Menard (PCF) (8,26 %), Mauricette Durafour (FN) (5,7 %) et Jacques Cazeneuve (MNR) (3,97 %). Le taux de participation est de 70,57 % (6 894 votants sur 9 769 inscrits)[9].
- Élections cantonales de 2008 : Roger Chevalier (Divers droite) est élu au 1er tour avec 62,46 % des suffrages exprimés, devant Serge  Bardy (PS) (31,15 %) et Anne-Marie  Durafour  (FN) (6,39 %). Le taux de participation est de 70,33 % (7 779 votants sur 11 061 inscrits)[10].

### Conseillers d'arrondissement (de 1833 à 1940)
Le canton de Champtoceaux appartenait à l'arrondissement de Beaupreau jusqu'à sa disparition en 1857, puis à l'arrondissement de Cholet.
| Période                                  | Période | Identité                                   | Étiquette       | Qualité |
| ---------------------------------------- | ------- | ------------------------------------------ | --------------- | --- |
| 1833                                     | 1839    | Augustin Dezanneau (1781-1847)             |                 | Propriétaire, maire de Liré                                                                                 |
|                                          |         |                                            |                 | |
| 1845                                     | 1848    | Pierre Poulain de La Furetière (1806-1871) |                 | Maire de Champtoceaux                                                                                       |
|                                          |         |                                            |                 | |
| 1919                                     | 1937    | Alexis Toublanc                            |                 | Ancien percepteur, propriétaire à Champtoceaux                                                              |
| 1937                                     | 1940    | Goslen de La Poëze (1892-1991)             | Union nationale | Maire de Saint-Sauveur-de-Landemont                                                                         |
| 1940                                     |         |                                            |                 | Les conseils d'arrondissement ont été suspendus par la loi du 12 octobre 1940 et n'ont jamais été réactivés |
| Les données manquantes sont à compléter. |         |                                            |                 | |

## Démographie
| 1962  | 1968  | 1975   | 1982   | 1990   | 1999   | 2006   | 2011   | 2012   |
| ----- | ----- | ------ | ------ | ------ | ------ | ------ | ------ | ------ |
| 9 201 | 9 678 | 10 315 | 11 153 | 11 863 | 12 296 | 14 189 | 15 614 | 15 824 |